# Contea di Bentheim-Alpen
La contea di Bentheim-Alpen fu uno stato del Sacro Romano Impero, creato dalla partizione del Bentheim-Steinfurt nel 1606. Venne riunita al Bentheim-Steinfurt nel 1629.

## Conte di Bentheim-Limburg (1606 - 1629)
- Federico Ludolfo (1606 - 1629)